# Lily of da Valley
Albums de Dragon Ash
Viva la Revolution
(1999) Harvest
(2003)
Singles
1. Deep Impact feat. Rappagariya
Sortie : 15 mars 2000
2. Amploud/Shizuka na Hibi no Kaidan o (Lily's E.P.)
Sortie : 29 novembre 2000

Lily of da Valley (リリー・オブ・ダ・ヴァレー) (stylisé LILY OF DA VALLEY) est le quatrième album du groupe de fusion japonais Dragon Ash, sorti le 14 mars 2001.
La chanson Shizuka na Hibi no Kaidan Wo (静かな日々の階段を) est utilisée dans le générique de fin du film Battle Royale de Kinji Fukasaku.

## Liste des titres
| 1.    | Intro (Bots) | 1:08 |
| 2.    | 21st Century Riot | 2:37 |
| 3.    | Glory | 5:00 |
| 4.    | Amploud | 4:16 |
| 5.    | Bring It | 4:32 |
| 6.    | Sunset Beach | 5:22 |
| 7.    | My Friend's Anthem | 3:07 |
| 8.    | Yuri no Saku Basho De (百合の咲く場所で)                                                                                      | 3:54 |
| 9.    | Aim High | 3:40 |
| 10.   | Revolater | 3:24 |
| 11.   | Deep Impact (Feat. Rappagariya)                                                                                               | 4:32 |
| 12.   | Shizuka na Hibi no Kaidan Wo (静かな日々の階段を) (utilisée dans le générique de fin du film Battle Royale de Kinji Fukasaku) | 4:29 |
| 13.   | Lily of da Valley | 5:53 |
| 14.   | Outro (Bots) | 1:17 |
| 15.   | Hanakotoba (花言葉) (piste cachée)                                                                                            | 8:45 |
| 59:03 | |      |